# Clavus johnsoni
Clavus johnsoni é uma espécie de gastrópode do gênero Clavus, pertencente a família Drilliidae.